# Astrobiologie
Bij astrobiologie of exobiologie wordt op andere hemellichamen dan de Aarde onderzoek gedaan naar het mogelijk voorkomen van leven en naar de voorwaarden voor het ontstaan van het leven.

## Omschrijving
De astrobiologie bestudeert het ontstaan van leven in het universum; in de astrobiologie zoekt men antwoorden op vragen als "waar komt leven vandaan?" en "hoe evolueren elementaire bouwstenen tot een organisme?". Dit zijn overigens ook de vragen waar onderzoekers van de abiogenese zich mee bezighouden: hoe is het leven op Aarde ontstaan. De astrobiologie plaatst deze vragen in een breder kader dan de 'aardse abiogenese' maar gaan in essentie over dezelfde kwestie. De grens tussen de twee disciplines is dan ook niet scherp te trekken en in de praktijk is er een grote overlap.
Astrobiologie is een vakgebied dat ontstaan is op het grensvlak van diverse disciplines, waaronder de sterrenkunde en biologie, maar ook scheikunde en natuurkunde. Astrobiologie wordt soms echter gezien als speculatieve biologische wetenschap, aangezien het bestaan van leven buiten onze planeet tot op heden niet bewezen werd.
Astrobiologen houden zich onder andere bezig met het concretiseren van de fysische voorwaarden waaronder leven kan ontstaan en zich ontwikkelen. Verder wordt in het vakgebied onderzocht op welke hemellichamen aan deze voorwaarden is voldaan en wat het uiterlijk van mogelijk leven zou kunnen zijn. Met behulp van computersimulaties kan aan de hand van een 'kunstmatige planeet' nagegaan worden bij welke voorwaarden leven zou kunnen ontstaan. Experimenteel kan men gebruikmaken van satellieten (indirecte analyse) en robots met analyseapparatuur (indien een landing op het hemellichaam mogelijk is). Indirect kan men aan de hand van door hemellichamen gereflecteerd licht nagaan wat de samenstelling is van het object.

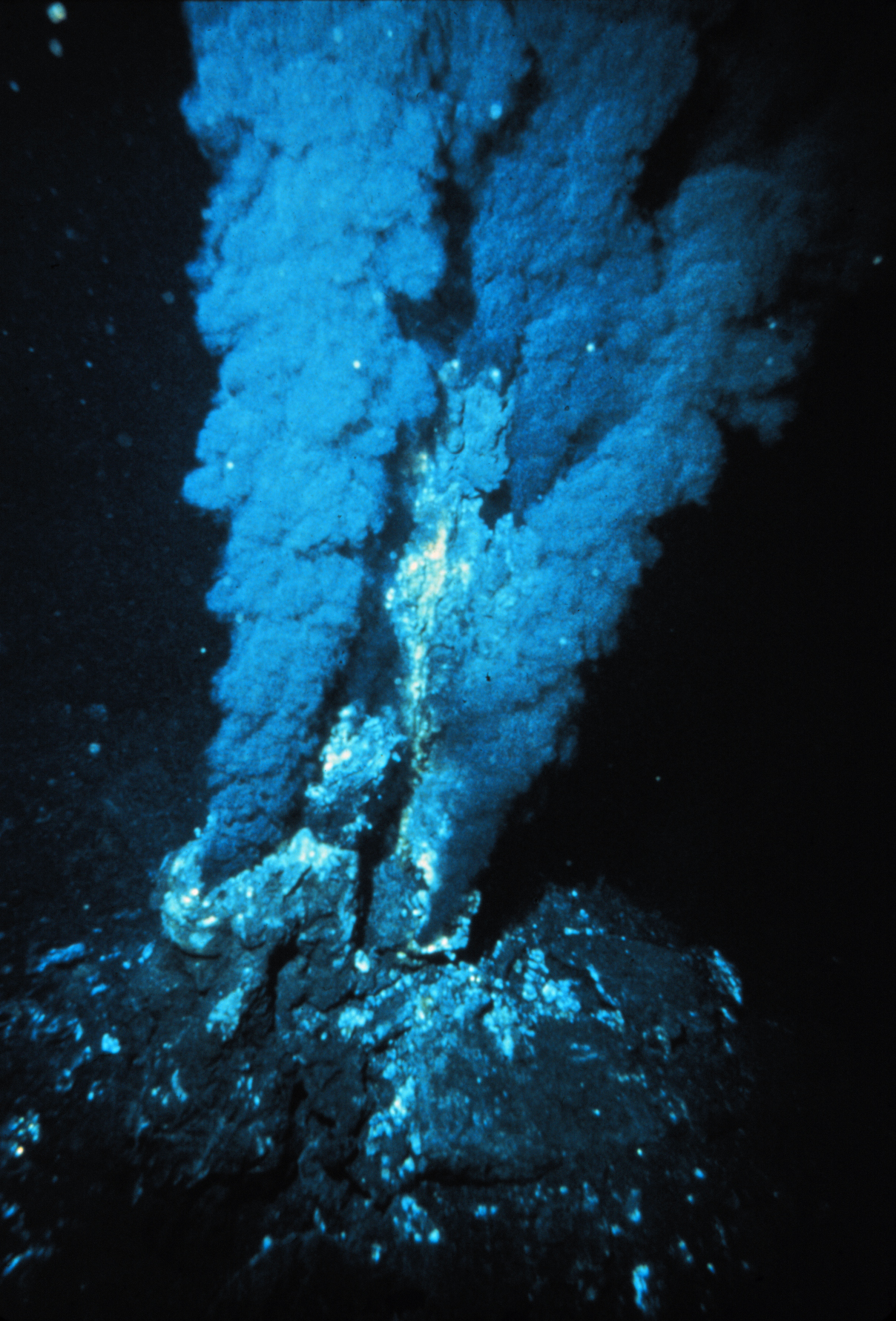
Een vulkanische schoorsteen omvat extreme condities voor levende organismen

Op de meeste hemellichamen zijn extreme omstandigheden voor eventueel leven aanwezig. Daarom onderzoekt men op Aarde vooral plaatsen waar extreme levenscondities gelden, zoals bij vulkanische schoorstenen (zie afbeelding).

## Geschiedenis
Al eeuwenlang wordt er gespeculeerd over buitenaards leven. Zelfs in de oudheid en in de middeleeuwen hielden sommige filosofen en schrijvers zich er al mee bezig. In de moderne tijd wordt dit thema vooral in sciencefiction behandeld en zijn in deze verhalen tal van voorbeelden van buitenaards leven verzonnen. In de 20e eeuw kwam met de ruimtevaart voor het eerst de mogelijkheid om met observatiesondes en landingsvaartuigen ter plaatse planeten en manen van het zonnestelsel te onderzoeken.
De Amerikaanse astronoom Carl Sagan was een van de eerste initiatiefnemers voor de astrobiologie als experimentele wetenschap en hij initieerde mede de projecten Voyager- en Viking. Tegenwoordig lopen er verschillende langdurige projecten voor onderzoek naar leven in het zonnestelsel en worden er geregeld nieuwe voorstellen gedaan.

## Minimale voorwaarden voor leven
De volgende voorwaarden zijn de algemeen geaccepteerde voorwaarden welke nodig zijn opdat het leven zich op een planeet kan ontwikkelen:
- De aanwezigheid op de planeet van de volgende elementen: vloeibaar water, stikstof, koolstof (of eventueel silicium).
- Voldoende lang stabiel blijvende omloopbaan van de planeet (opdat het leven de tijd heeft om zich te ontwikkelen).
- Een lang stabiel blijvende ster waar de planeet om draait.
- Een atmosfeer  of een laag ijs die het mogelijke leven beschermt tegen uv-straling.

Natuurlijk zijn deze voorwaarden nog slechts veronderstellingen, te meer omdat uit onderzoek blijkt dat de grenzen van leven hier op Aarde zowel qua omstandigheden waaronder het wordt aangetroffen als het mogelijke metabolisme ervan, uitgebreider zijn dan tot voor kort mogelijk geacht werd. Het bestaan van buitenaards leven wordt al met al niet uitgesloten, maar blijft in hoge mate speculatief.
In 2010 werd in Mono Lake een bacterie aangetroffen die het giftige arseen zou eten. In het DNA van de bacterie zou fosfor, een van de tot dan toe noodzakelijk geachte bouwstenen van het leven (andere bouwstenen zijn zuurstof, waterstof, koolstof, stikstof en zwavel), bovendien vervangen worden door arseen. De NASA kondigde naar aanleiding hiervan aan dat het hun inschatting van de mogelijkheid tot buitenaards leven totaal veranderde en dat het grote gevolgen kon hebben voor de astrobiologie. Later bleek echter dat de bacterie in kwestie weliswaar arseen tolereert, maar een sterke voorkeur heeft voor fosfor.

## Mogelijke kandidaten in het zonnestelsel
In het zonnestelsel zou het wellicht mogelijk kunnen zijn dat leven bestaat op de planeet Mars en op Europa, een maan van Jupiter. Titan en Enceladus worden eveneens genoemd.

### Mogelijkheid van leven op Mars

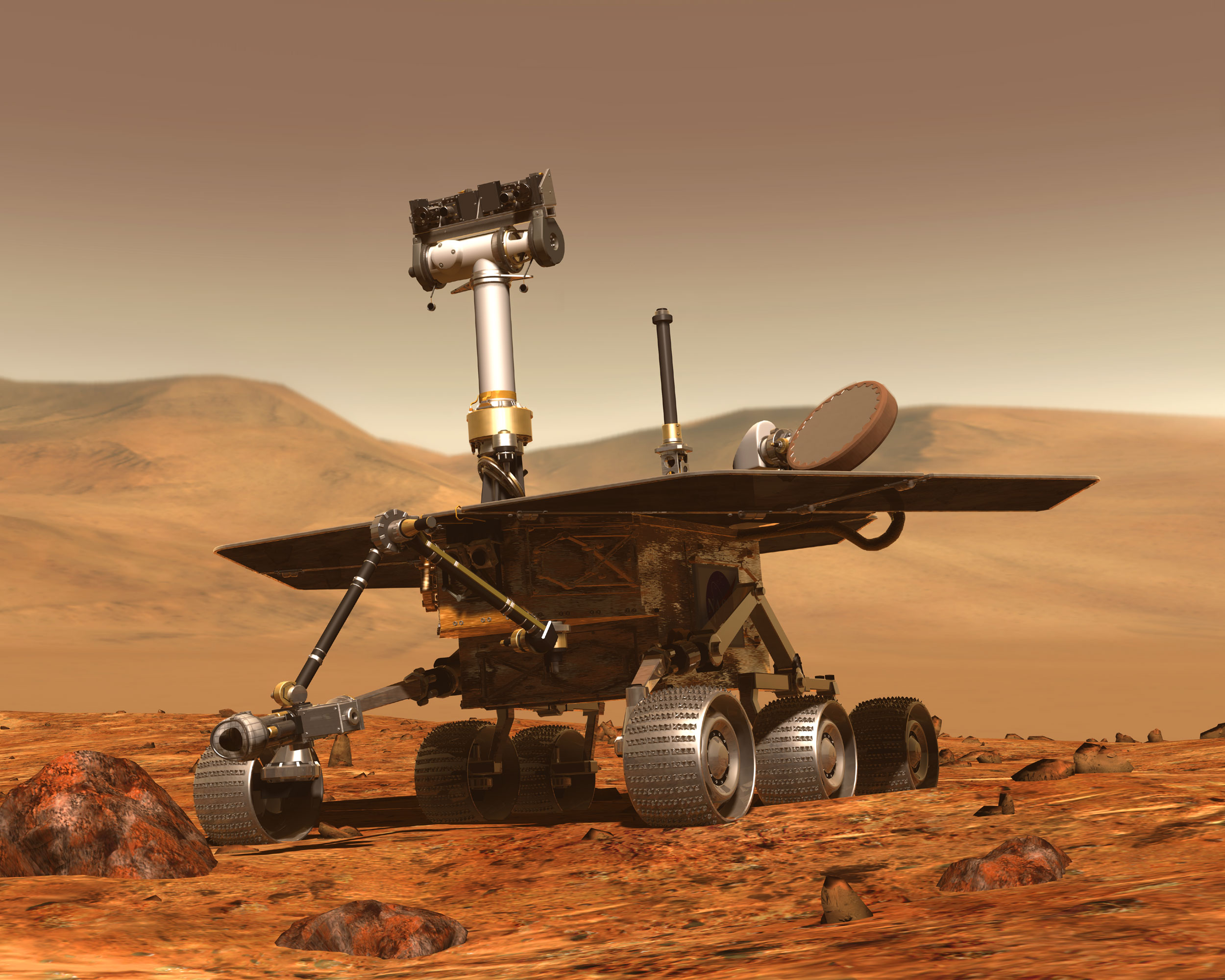
Artistieke impressie van een Mars Exploration Rover

Het is mogelijk dat er leven op Mars is geweest, want er is (bevroren) water op deze planeet. Mogelijk bestaan er nog (fossiele) sporen van leven. Verschillende ruimtesondes werden hiertoe naar deze 
planeet gestuurd, zoals de Viking-ruimtesondes, de Mars Explorer, de landingsmodule Beagle 2 en de Mars Exploration Rovers 1 en 2. De 2001 Mars Odyssey heeft water gevonden op Mars. In 2012 is de Curiosity geland om verdere informatie over leven op Mars te zoeken.

### Mogelijkheid van leven op Europa
Het is mogelijk dat er leven op Europa bestaat, want deze maan lijkt bedekt met een oceaan, die aan zijn oppervlakte bevroren is. Men heeft nog geen goed idee van de dikte van deze ijslaag (waarschijnlijk gaat het om verschillende kilometers). Wetenschappers bestuderen momenteel verschillende methoden om deze oceaan onder het ijs te bereiken, en gebruiken het Vostokmeer op de Zuidpool als ervaringsveld, aangezien verondersteld wordt dat de omstandigheden daar overeenkomen met die op Europa.

### Mogelijkheid van leven op Titan
Hoewel de omstandigheden op Titan sterk verschillen van die op Aarde, is ook Titan een mogelijke kandidaat voor leven. Er zijn massale hoeveelheden koolstof aanwezig, evenals energie onder andere in de vorm van vulkanisme en vloeistoffen; er zijn zelfs oppervlaktevloeistoffen in de vorm van methaan en ammoniak. Door onder andere de Cassini-Huygens werd echter tot nu toe geen teken van leven waargenomen.

## Buiten het zonnestelsel
Het is vandaag de dag niet mogelijk het bestaan van buitenaards leven direct te bepalen buiten het zonnestelsel. Niettemin werden hiertoe verschillende projecten opgezet. 
Het aangetoonde bestaan van planeten rond andere sterren dan de Zon doet vermoeden dat het binnenkort mogelijk zal zijn te proberen het bestaan van buitenaards leven te ontdekken, door de atmosfeer van deze planeten door middel van spectrometrie te analyseren. Dit is echter buiten bereik van de huidige instrumenten.

## Observaties
Er bestaat sinds 2000 een project voor het op grote schaal beluisteren van radiosignalen: SETI. Het gaat om een speurtocht naar radiosignalen uitgezonden door mogelijk intelligent leven van buiten de Aarde. Ook op deze manier werd geen directe aanwijzing gevonden voor het bestaan van buitenaards leven.